# Cốc biển bé
Fregata ariel là một loài chim trong họ Fregatidae.

## Hình ảnh

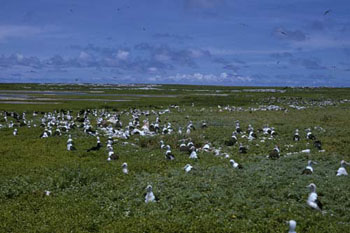
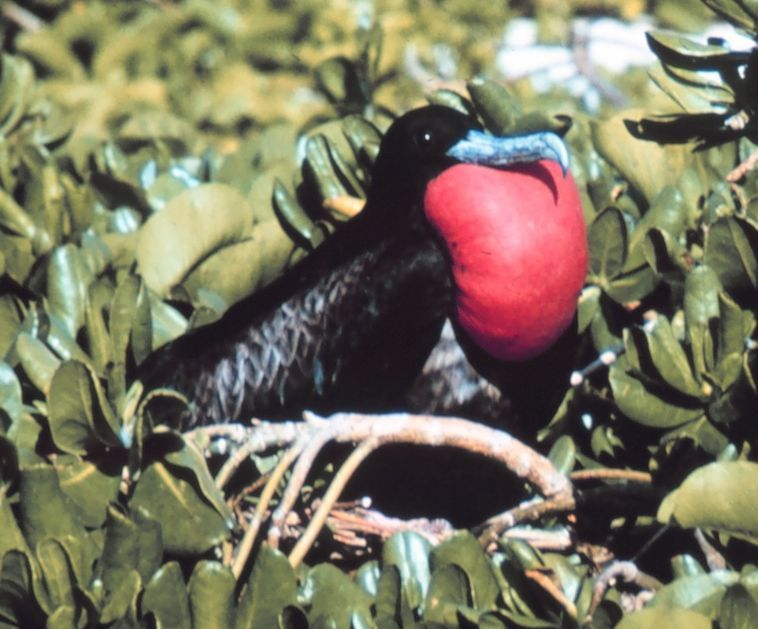
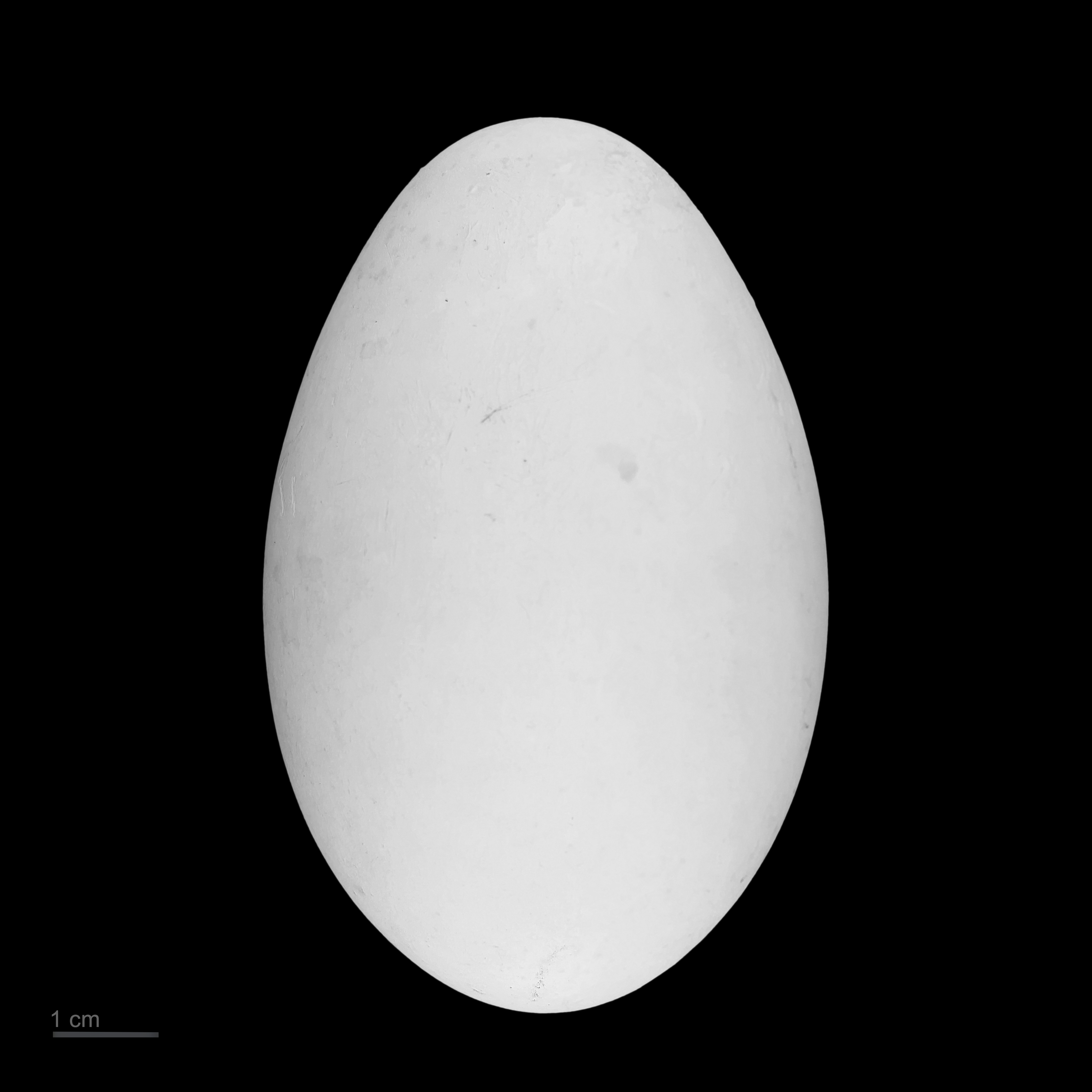
Museum specimen - New Caledonia